# 何营乡
何营乡，是中华人民共和国河南省商丘市夏邑县下辖的一个乡镇级行政单位。

## 行政区划
何营乡下辖以下地区：
孟大桥村、五里桥村、朱路口村、梅林村、何土楼村、杨井村、汤庄村、祝楼村、三里村、胶刘庄村、宋营村、何营村、何套楼村、丁瓦房村、孙庄寨村、孙六湾村、王营村、柴庄村、张庄村、高台子王庄村、大尹村、槐刘村、苗李庄村和前刘村。